# 5-та бронетанкова дивізія (США)
5-та бронетанкова дивізія (США) (англ. 5th Armored Division (United States) — військове з'єднання, бронетанкова дивізія армії США. Дивізія брала участь у бойових діях Другої світової війни.

## Історія
5-та бронетанкова дивізія була сформована 10 жовтня 1941 року і в лютому 1944 року прибула до Великої Британії. 24 липня 1944 року дивізія під командуванням генерал-майора Лансфорда Е. Олівера висадилася на плацдармі «Юта» і 2 серпня вступила в бій, рухаючись на південь через Кутанс, Авранш і Вітре, а потім через річку Маєнну, щоб 8 серпня захопити місто Ле-Ман. Повернувши на північ, дивізія оточила німців у Нормандії, просуваючись через звільнене 11 серпня місто Ле-Мель-сюр-Сарт до околиць міста Аржантан 12 серпня — за 8 днів до того, як був закритий Аржантансько-Фалезький розрив.
Передавши контроль над Аржантаном 90-ій піхотній дивізії, 5-та бронетанкова дивізія просунулась далі на 140 км і 16 серпня захопила рубіж на річці Ер в Дре. Запеклі бої точилися при очищенні від військ вермахту коридору Ер-Сена, другого великого «мішка» з оточеними німецькими військами у Франції. 30 серпня 5-та дивізія пройшов через Париж, щоб очолити наступ V корпусу через Комп'єнський ліс, на ходу форсуючи річки Уаза, Ена і Сомма, і досягнувши 2 вересня бельгійський кордон у Конде.
Потім дивізія повернула на схід, просунувшись на 160 км за 8 годин, і 4 вересня перетнула Маас у Шарлевіль-Мезьєр. Наступаючи повз Седан, частини дивізії звільнили 10 вересня місто Люксембург і розгорнулися вздовж німецького кордону. Розвідувальний батальйон дивізії вислав розвідувальну групу через німецький кордон у другій половині дня 11 вересня, ставши першим з підрозділів союзників, що перетнули ворожий кордон. 14 вересня 5-та дивізія прорвала позиції противника на «лінії Зігфрида» у Валлендорфі, залишаючись там до 20-г числа, щоб відтягнути ворожі резерви від Аахена.
У жовтні підрозділи 5-ї бронетанкової дивізії утримували оборонні позиції в секторі Моншау-Гофен. Наприкінці листопада дивізія увійшла в район Гюртгенвальдського лісу і в дуже важких боях відтіснила ворога до берегів річки Рур. 22 грудня дивізія була відведена до Верв'є і перейшла до резерву 12-ї групи армій.
25 лютого 1945 року 5-та дивізія форсувала Рур і очолила наступ XIII корпусу на Рейн, 30 березня переправившись через Рейн у Везелі. Дивізія досягла берегів Ельби в Тангермюнде, 12 квітня за 60 км від Берліна. 16 квітня 5-та дивізія рушила до Клетце, щоб знищити танкову дивізію «Клаузевіц», і знову попрямувала до Ельби, цього разу в районі Данненберга. Дивізія зачищала сектор 9-ї американської армії до Дня Перемоги в Європі.